# Dịch vụ khẩn cấp

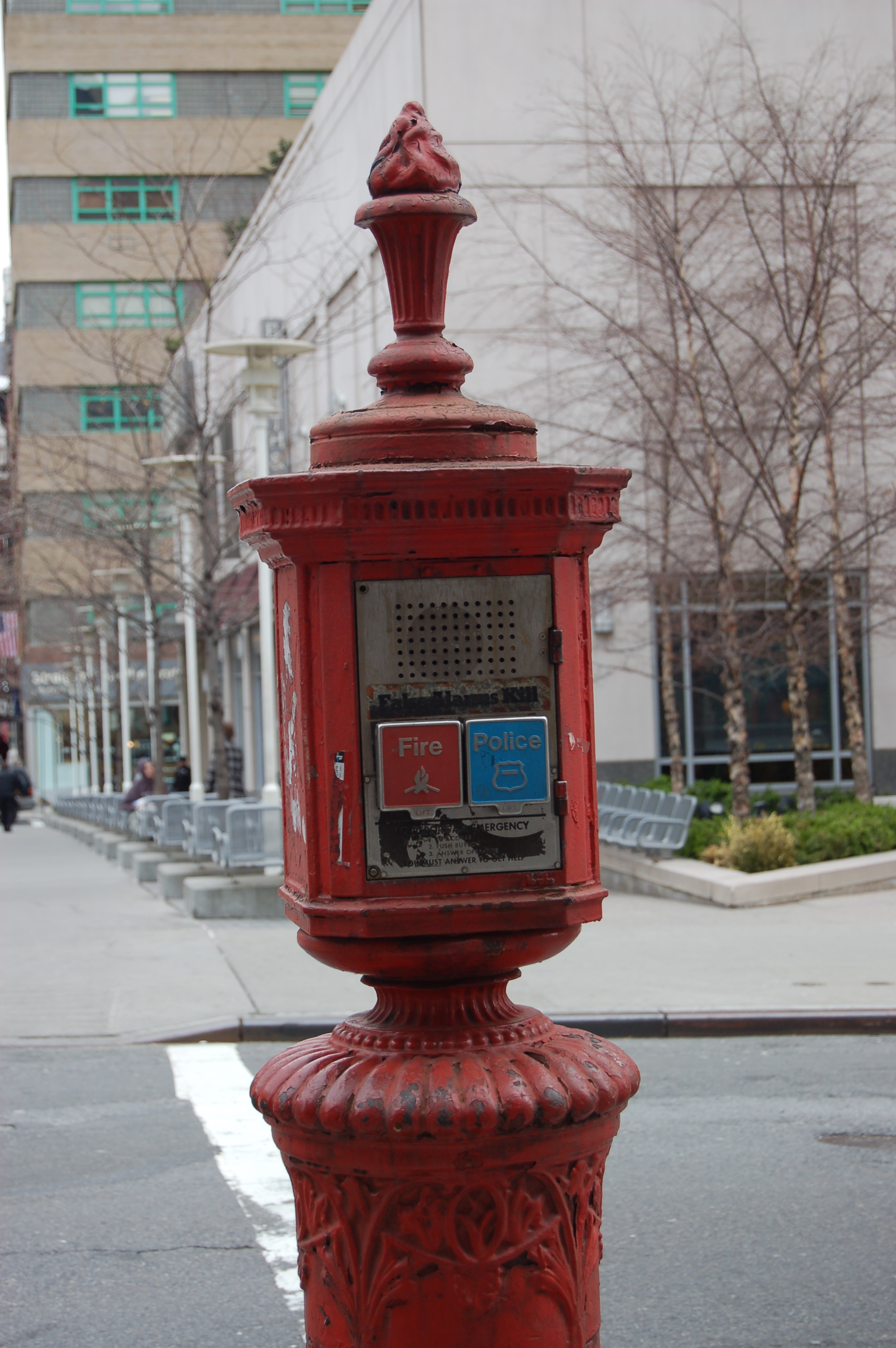
Điện thoại khẩn cấp tại New York City

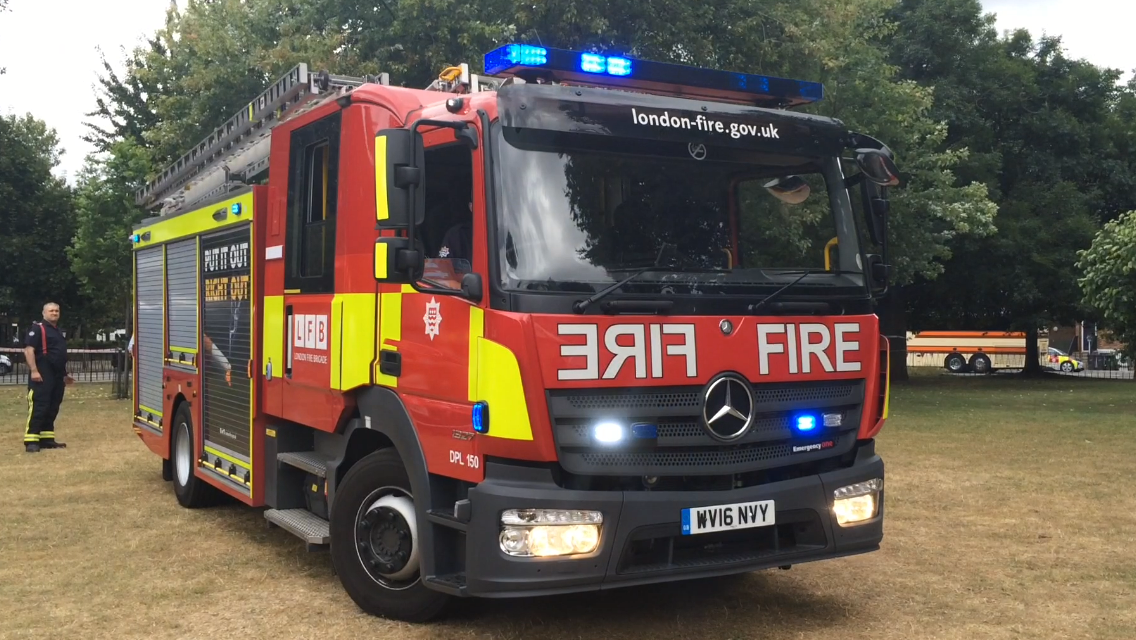
Xe chữa cháy ở London

Có ba dịch vụ khẩn cấp chính mà người dân có thể trực tiếp liên hệ:
- Cảnh sát — thực thi pháp luật, điều tra tội phạm và duy trì trật tự công cộng. Có một loạt các cơ quan thực thi pháp luật tiến hành thực thi pháp luật. Tại Hoa Kỳ, có Cảnh sát Tiểu bang và các cơ quan Tuần tra Xa lộ, Cảnh sát Thành phố và Quận và các cơ quan Cảnh sát cũng như các cơ quan thực thi pháp luật khác.
- Dịch vụ cứu hỏa — chữa cháy, ứng phó vật liệu nguy hiểm, ứng phó EMS và cứu hộ kỹ thuật. Những dịch vụ này được cung cấp cho những người cần giúp đỡ trong bất kỳ trường hợp khẩn cấp nào. Đôi khi dịch vụ y tế khẩn cấp và dịch vụ cứu hộ kỹ thuật là riêng biệt như hình dưới đây.
- Dịch vụ y tế khẩn cấp và cứu hộ kỹ thuật. Cơ quan Dịch vụ Y tế Khẩn cấp và Cơ quan Dịch vụ Cứu hộ Kỹ thuật có trách nhiệm phản hồi ngay lập tức các cuộc gọi khẩn cấp về y tế cũng như các cuộc gọi dịch vụ cứu hộ chuyên biệt. Nhiều cơ quan dịch vụ y tế khẩn cấp ở Hoa Kỳ vận hành các phương tiện, thiết bị dịch vụ cứu hộ kỹ thuật và làm việc để giúp những người cần hỗ trợ cứu hộ.

Dịch vụ khẩn cấp có một hoặc nhiều số điện thoại khẩn cấp dành riêng cho các cuộc gọi khẩn cấp quan trọng. Ở một số quốc gia, một số được sử dụng cho tất cả các dịch vụ khẩn cấp (ví dụ: 911 ở Châu Mỹ, 999 ở Anh, 112 ở lục địa Châu Âu). Ở một số quốc gia, mỗi dịch vụ khẩn cấp có số điện thoại khẩn cấp riêng. Một số sở cứu hỏa cung cấp các dịch vụ y tế khẩn cấp cùng với các dịch vụ chính của họ.

## Dịch vụ khẩn cấp chuyên biệt
Các dịch vụ này có thể được một trong những dịch vụ cốt lõi hoặc bởi một chính phủ hoặc cơ quan tư nhân riêng biệt phục vụ.
- Quản lý khẩn cấp — quản lý và điều phối sự cố.
- Đội chiến thuật (ví dụ: SWAT) — các hoạt động giải cứu con tin và chống khủng bố và các vụ bắt giữ có nguy cơ cao cùng với việc huấn luyện tự vệ cho dân thường.
- Nhóm thiết bị nguy hiểm/Xử lý bom an toàn công cộng
- Đội lặn phụ trách an toàn công cộng / Đơn vị an toàn hàng hải
- Đơn vị hình sự và ma túy — phát hiện ma túy, phát hiện chất nổ, phát hiện tử thi, phát hiện đốt phá, tìm kiếm và cứu hộ, tìm kiếm bằng chứng, bắt giữ nghi phạm và bảo vệ xử lý.
- Đơn vị Hàng không — thực thi pháp luật, chữa cháy, dịch vụ y tế khẩn cấp và cứu hộ kỹ thuật, và các chức năng quản lý khẩn cấp.
- Đơn vị chữa cháy
- Vật liệu nguy hiểm — thu thập vật liệu nguy hiểm
- Tìm kiếm và cứu nạn. Ứng phó với các trường hợp khẩn cấp khi có người cần hỗ trợ
- Cứu hộ trên núi
- Cứu hộ hang động
- Lực lượng bảo vệ bờ biển ứng phó với các trường hợp khẩn cấp trên đại dương và các vùng nước lớn, đồng thời cung cấp cho cơ quan thực thi pháp luật
- Chữa cháy vùng hoang dã
- Quân sự
- Đội ứng phó sự cố
- Các nhân viên làm việc tại các nhà tù và nhà tù thực thi các quy tắc của nhà tù và làm việc với các tù nhân.
- Dịch vụ cộng đồng